# Hörsching
Hörsching is een gemeente in de Oostenrijkse deelstaat Opper-Oostenrijk, gelegen in het district Linz-Land (LL). De gemeente heeft ongeveer 5200 inwoners. De luchthaven Linz ligt in de gemeente.

## Geografie
Hörsching heeft een oppervlakte van 20 km². Het ligt in het oosten van de deelstaat Opper-Oostenrijk, ten zuiden van de stad Linz.

## Gevestigd
- INF-FNI, Eduard-Nittner-Straße 14/6

Allhaming · Ansfelden · Asten · Eggendorf im Traunkreis · Enns · Hargelsberg · Hofkirchen im Traunkreis · Hörsching · Kematen an der Krems · Kirchberg-Thening · Kronstorf · Leonding · Neuhofen an der Krems · Niederneukirchen · Oftering · Pasching · Piberbach · Pucking · Sankt Florian · Sankt Marien · Traun · Wilhering
- Gemeinsame Normdatei: 4400492-8
- Virtual International Authority File: 239177863
- WorldCat: E39PCjK3DbCMGWVx8KWcg9yHkC